# Ismail Merchant
Ismail Merchant (nacido Ismail Noor Muhammad Abdul Rahman; Bombay, 25 de diciembre de 1936 - 25 de mayo de 2005) fue un productor de cine indio. Trabajó durante muchos años en colaboración con Merchant Ivory Productions, que incluía al director de cine  James Ivory (socio profesional y pareja de Merchant durante mucho tiempo), así como a la guionista Ruth Prawer Jhabvala.

## Temprana edad y educación
Nacido en Bombay, Merchant era hijo de Hazra (de soltera Memo) y Noor Mohamed Rehman, un comerciante textil de Bombay.  Creció bilingüe en gujarati y urdu y aprendió árabe e inglés en la escuela. Cuando tenía 11 años, él y su familia se vieron atrapados en la partición de la India en 1947. Su padre era presidente de la Liga Musulmana y se negó a trasladarse a Pakistán. Merchant dijo más tarde que llevó recuerdos de "matanzas y disturbios" hasta la edad adulta.  Cuando era niño, a la edad de 9 años, Merchant pronunció un discurso sobre la partición da la India en un mitin político frente a una multitud de 10.000 personas. A los 13 años, desarrolló una estrecha amistad con la actriz Nimmi, quien le presentó los estudios de Bombay (el centro de la industria cinematográfica de la India ). Fue ella quien inspiró su ambicioso ascenso al estrellato.  Merchant estudió en St. Xavier's College, Bombay y recibió una licenciatura de la Universidad de Bombay. Fue aquí donde desarrolló el amor por el cine. Cuando tenía 22 años, se mudó a Estados Unidos para estudiar en la  Universidad de Nueva York, donde obtuvo un MBA. Mientras estaba en Nueva York, renunció a su apellido de Abdul Rehman por Merchant.  Se mantuvo trabajando como mensajero de la ONU en Nueva York y aprovechó esta oportunidad para persuadir a los delegados indios para que financiaran sus proyectos cinematográficos. De esta experiencia, dijo, "no me sentí intimidado por nada ni nadie".  Inmerso en un nuevo mundo de arte y cultura, fue aquí donde Merchant descubrió las películas del director bengalí Satyajit Ray, así como las de artistas europeos como Ingmar Bergman, Vittorio De Sica y Federico Fellini.  En 1961, Merchant realizó un cortometraje, The Creation of Woman. Se proyectó en el Festival de Cannes y recibió una nominación al Óscar. 

## Merchant Ivory Productions
Merchant conoció al director de cine estadounidense James Ivory en una proyección en Nueva York del documental de Ivory The Sword and the Flute en 1959. En mayo de 1961, Merchant e Ivory formaron la productora cinematográfica Merchant Ivory Productions. Merchant e Ivory fueron pareja durante mucho tiempo.   Su relación profesional y romántica duró 44 años, desde 1961 hasta la muerte de Merchant en 2005.  El Libro Guinness de los récords dice que la suya fue la asociación más larga en la historia del cine independiente.  Hasta la muerte de Merchant en 2005, produjeron cerca de 40 películas, incluidas varias premiadas. La novelista Ruth Prawer Jhabvala fue la guionista de la mayoría de sus producciones. En 1963, Merchant Ivory Productions estrenó su primera producción, The Householder, basada en una novela de Jhabvala (quien también escribió el guion). Esta película se convirtió en la primera película realizada en la India distribuida internacionalmente por un importante estudio estadounidense, Columbia Pictures. Sin embargo, no fue hasta la década de 1970 que la asociación "encontró una fórmula exitosa para piezas estudiadas y de movimiento lento... Merchant Ivory se hizo conocido por su atención a los pequeños detalles de la época y la opulencia de sus decorados".  Su primer éxito en este estilo fue la adaptación de Jhabvala de Los europeos de Henry James. Además de producir, Merchant dirigió varias películas y dos largometrajes para televisión. Para televisión, dirigió un cortometraje titulado Mahatma and the Mad Boy, y un largometraje, The Courtesans of Bombay, realizado para el Channel Four de Gran Bretaña. Merchant hizo su debut como director de cine con In Custody de 1993, basada en una novela de Anita Desai y protagonizada por el actor de Bollywood Shashi Kapoor. Filmada en Bhopal, India, ganó premios nacionales del gobierno de la India al mejor diseño de producción y un premio especial del jurado para el actor principal Shashi Kapoor. Su segundo largometraje como director, The Proprietor, fue protagonizado por Jeanne Moreau, Sean Young, Jean-Pierre Aumont y Christopher Cazenove y fue filmado en París. Sobre su asociación con Ivory y Jhabvala, Merchant comentó una vez: "Es un matrimonio extraño el que tenemos en Merchant Ivory... Soy un musulmán indio, Ruth es una judía alemana y Jim es un estadounidense protestante. Alguien una vez nos describió como un dios de tres cabezas. ¡Tal vez deberían habernos llamado monstruo de tres cabezas! 

## Cocinar y escribir
A Merchant le gustaba cocinar y escribió varios libros sobre el tema, entre ellos Ismail Merchant's Indian Cuisine, Ismail Merchant's Florence, Ismail Merchant's Passionate Meals,  y Ismail Merchant's Paris: Filming and Feasting in France. También escribió libros sobre realización cinematográfica, incluido un libro sobre la realización de la película The Deceivers en 1988 titulado Hullabaloo in Old Jeypur, y otro sobre la realización de The Proprietor llamado Once Upon a Time... The Proprietor. My Passage from India: A Filmmaker's Journey from Bombay to Hollywood and Beyond. 

## Muerte
Merchant murió en Westminster, Inglaterra  a los 68 años, tras una cirugía por úlcera péptica.  Fue enterrado en Bada Qabrastan Mumbai en Marine Lines, Mumbai, India, el 28 de mayo de 2005, de acuerdo con su deseo de ser enterrado con sus antepasados. 

## Filmografía

### Productor
| Year | Title                                               | Notas                                                                            |
| ---- | --------------------------------------------------- | -------------------------------------------------------------------------------- |
| 1960 | The Creation of Woman                               | corto                                                                            |
| 1963 | The Householder                                     |                                                                                  |
| 1965 | Shakespeare Wallah                                  |                                                                                  |
| 1969 | The Guru                                            |                                                                                  |
| 1970 | Bombay Talkie                                       |                                                                                  |
| 1972 | Adventures of a Brown Man in Search of Civilization | televisión                                                                       |
| 1973 | Helen: Queen of the Nautch Girls                    | corto                                                                            |
| 1973 | Savages                                             |                                                                                  |
| 1974 | Mahatma and the Mad Boy                             | corto, también director                                                          |
| 1975 | The Wild Party                                      |                                                                                  |
| 1975 | Autobiography of a Princess                         |                                                                                  |
| 1976 | Sweet Sounds                                        | corto                                                                            |
| 1977 | Roseland                                            |                                                                                  |
| 1976 | Hullabaloo Over Georgie and Bonnie's Pictures       |                                                                                  |
| 1979 | The Europeans                                       |                                                                                  |
| 1980 | Jane Austen in Manhattan                            |                                                                                  |
| 1981 | Quartet                                             |                                                                                  |
| 1983 | Calor y polvo                                       |                                                                                  |
| 1983 | The Courtesans of Bombay                            | también director                                                                 |
| 1984 | Las bostonianas                                     |                                                                                  |
| 1985 | A Room with a View                                  |                                                                                  |
| 1985 | Noon Wine                                           | película para la televisión, PBS productor ejecutivo (pero no de Merchant Ivory) |
| 1986 | My Little Girl                                      | productor ejecutivo                                                              |
| 1987 | Maurice                                             |                                                                                  |
| 1988 | The Perfect Murder                                  | productor ejecutivo                                                              |
| 1988 | La secta de los falsarios                           |                                                                                  |
| 1989 | Esclavos de Nueva York                              |                                                                                  |
| 1990 | Mr & Mrs Bridge                                     |                                                                                  |
| 1990 | The Ballad of the Sad Café                          |                                                                                  |
| 1991 | Street Musicians of Bombay                          | productor ejecutivo                                                              |
| 1992 | Howards End                                         |                                                                                  |
| 1993 | The Remains of the Day                              |                                                                                  |
| 1995 | Jefferson in Paris                                  |                                                                                  |
| 1995 | Feast of July                                       | productor ejecutivo                                                              |
| 1996 | Surviving Picasso                                   |                                                                                  |
| 1998 | La hija de un soldado nunca llora                   |                                                                                  |
| 1998 | Side Streets                                        | productor ejecutivo                                                              |
| 2000 | Cotton Mary                                         |                                                                                  |
| 2001 | La copa dorada                                      |                                                                                  |
| 2002 | Merci Docteur Rey                                   |                                                                                  |
| 2003 | Le Divorce                                          |                                                                                  |
| 2004 | Heights                                             |                                                                                  |
| 2005 | The White Countess                                  | estreno póstumo                                                                  |

### Director
| Año  | Título                   | Notas                                                      |
| ---- | ------------------------ | ---------------------------------------------------------- |
| 1974 | Mahatma and the Mad Boy  | corto                                                      |
| 1983 | The Courtesans of Bombay | docudrama                                                  |
| 1993 | In Custody               | ópera prima                                                |
| 1995 | Lumière y compañía       | segmento: Merchant Ivory, París codirector con James Ivory |
| 1996 | The Proprietor           |                                                            |
| 1999 | Cotton Mary              |                                                            |
| 2001 | The Mystic Masseur       |                                                            |

### Actor
| Año  | Título                 | Papel                               | Notas                      |
| ---- | ---------------------- | ----------------------------------- | -------------------------- |
| 1963 | The Householder (film) | Papel menor                         | no acreditado              |
| 1965 | Shakespeare Wallah     | Dueño del teatro                    | no acreditado              |
| 1969 | The Guru               | Maestro de ceremonias               |                            |
| 1970 | Bombay Talkie          | Productor de la máquina del destino |                            |
| 1989 | Esclavos de Nueva York | Invitado a la fiesta                | no acreditado              |
| 1995 | Jefferson in Paris     | Embajador de Tipoo Sultan           | papel final de la película |

## Premios y nominaciones
En 2002 recibió el Padma Bhushan, el tercer premio civil más importante de la República de la India.  También recibió el Premio a la Excelencia del Centro Internacional de Nueva York.
Premios de la Academia
| Año  | Categoría                         | Película                | Resultado |
| ---- | --------------------------------- | ----------------------- | --------- |
| 1960 | Mejor cortometraje de acción real | The Creation of a Woman | Nominado  |
| 1986 | Mejor película                    | Un cuarto con vista     | Nominado  |
| 1993 | Mejor película                    | Howards End             | Nominado  |
| 1994 | Mejor película                    | Lo que queda del día    | Nominado  |

British Academy Film Awards
| Año  | Categoría      | Película             | Resultado |
| ---- | -------------- | -------------------- | --------- |
| 1983 | Mejor película | Calor y polvo \|     | Nominado  |
| 1986 | Mejor película | Un cuarto con vista  | Ganó      |
| 1993 | Mejor película | Howards End          | Ganó      |
| Ganó | Mejor película | Lo que queda del día | Nominado  |

Premios Globo de Oro
| Año  | Categoría              | Película             | Resultado |
| ---- | ---------------------- | -------------------- | --------- |
| 1986 | Mejor Película - Drama | Un cuarto con vista  | Nominado  |
| 1993 | Mejor Película - Drama | Howards End          | Nominado  |
| 1994 | Mejor Película - Drama | Lo que queda del día | Nominado  |

Premio del Sindicato de Productores de América
| Año  | Categoría              | Película             | Resultado |
| ---- | ---------------------- | -------------------- | --------- |
| 1993 | Mejor película teatral | Howards End          | Nominado  |
| 1994 | Mejor película teatral | Lo que queda del día | Nominado  |

## Otras lecturas
- "Cheek of the devil, charm of an angel: Ismail Merchant, Producer, 1936–2005" (Obituary reprinted from Telegraph, London), in The Sydney Morning Herald, 2005-05-30, p. 41